# A16 (Italië)
De A16 of Autostrada dei Due Mari is een Italiaanse autosnelweg tussen de stad Napels en de stad Canosa di Puglia aan de andere kant van het Italiaanse schiereiland.
De weg werd geopend in 1969 met het wegnummer A17 en liep tot Bari. In die tussentijd was het nummer A16 gebruikt tussen Civitavecchia en Rome, die nu A12 is.
De A16 volgt dezelfde route als de E842.